# Ceresiella
Ceresiella is een kevergeslacht uit de familie van de boktorren (Cerambycidae). De wetenschappelijke naam van het geslacht werd voor het eerst geldig gepubliceerd in 1995 door Holzschuh.

## Soorten
Ceresiella is monotypisch en omvat slechts de volgende soort:
- Ceresiella melaena Holzschuh, 1995